# Plutoni 241
El plutoni 241 (241Pu o Pu-241) és un isòtop del plutoni que es forma quan el plutoni 240 captura un neutró. Igual que el plutoni 239 però a diferència del plutoni 240, el plutoni 241 és físsil.